# Жанажол (Толебийский район)
Жанажол (каз. Жаңажол) — село в Толебийском районе Туркестанской области Казахстана. Входит в состав сельского округа Биринши. Код КАТО — 515839400.

## Население
В 1999 году население села составляло 1746 человек (918 мужчин и 828 женщин). По данным переписи 2009 года, в селе проживало 1999 человек (1056 мужчин и 943 женщины).